# Fotoplastykon

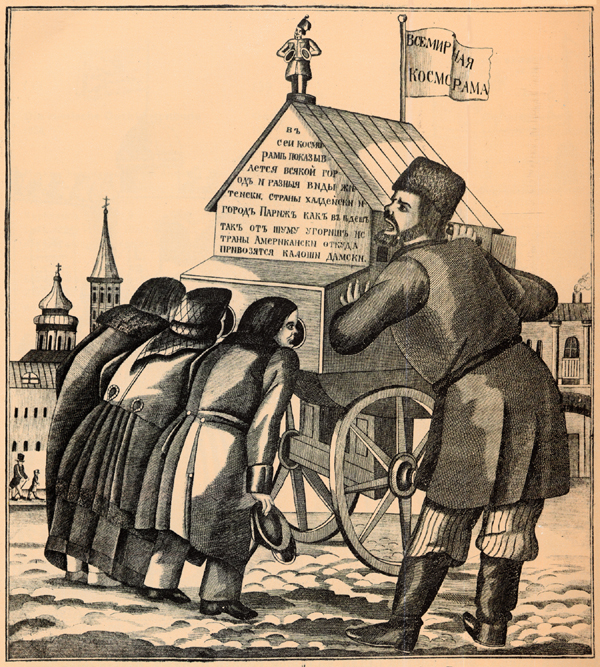
Kosmorama – rosyjska litografia ludowa, 1858 – rozrywka jarmarczna

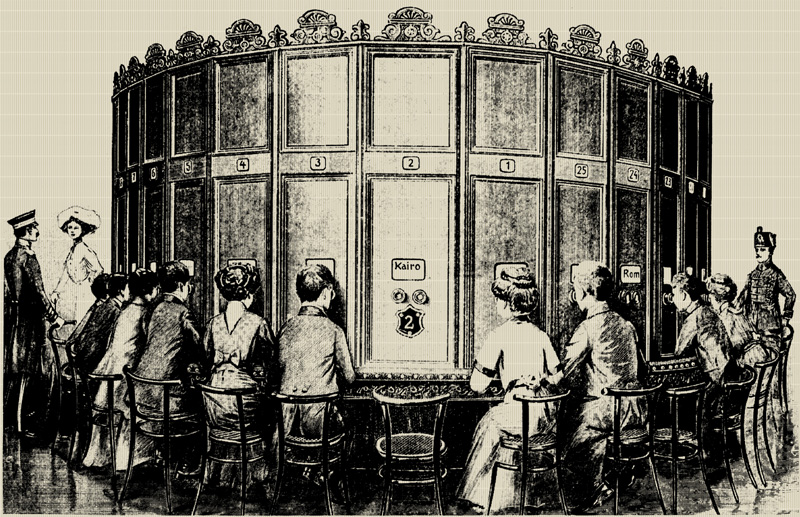
„Kaiserpanorama” Augusta Fuhrmanna, drzeworyt (ok. 1880)

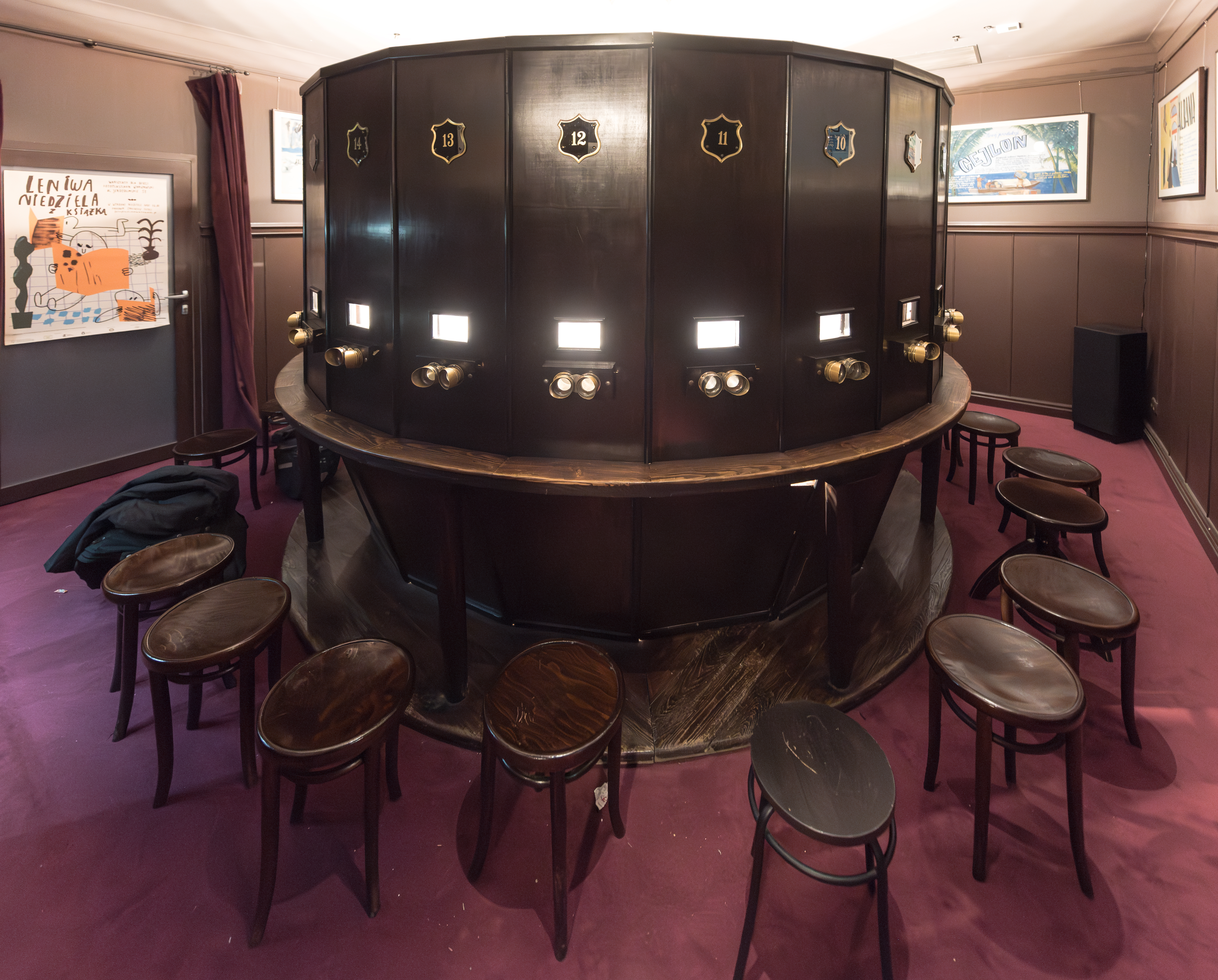
Fotoplastikon Warszawski

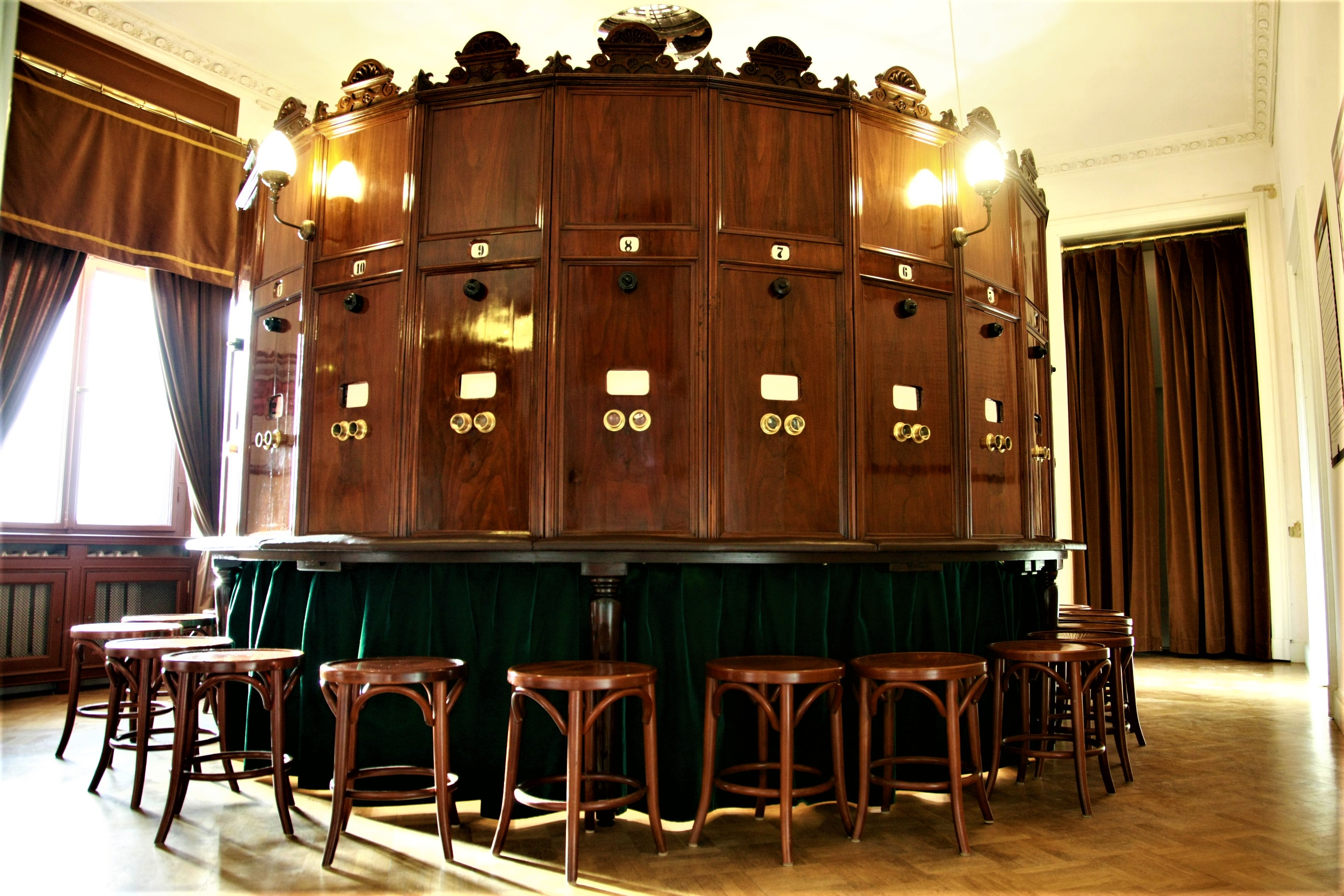
Fotoplastikon (Cesarska Panorama, Kaiser-Panorama) w Muzeum Kinematografii w Łodzi

Fotoplastykon (gr. plastikós – rzeźbiarski; także fotoplastikon) – automat do prezentacji pojedynczych fotografii (przeźroczy) stereoskopowych z całych cykli fotograficznych na jednym stanowisku wizualnym.
Fotoplastykon był wielobocznym urządzeniem, w którym umiejscowione były wizjery do oglądania fotografii. Mechanizm przesuwczy co kilka sekund podawał nowe fotografie przed wizjer, dzięki czemu uzyskiwaliśmy efekt analogiczny, jak przy oglądaniu później stworzonej diaporamy. Z reguły fotoplastykon posiadał 25 stanowisk do oglądania zdjęć.

## Historia fotoplastykonów
Od lat sześćdziesiątych XIX wieku stereoskopia zyskała ogromną popularność. Wyprodukowano setki tysięcy stereoskopów typu Holmesa i miliony stereogramów w znormalizowanym formacie 3,5 × 7 cali (ok. 9 × 18 cm). Przyczyniło się to do budowy urządzeń, pozwalających na publiczne demonstrowanie trójwymiarowych obrazów.
W 1866 roku Alois Polanecky (1826–1911) zbudował urządzenie złożone z 25 stereoskopów wbudowanych w wieloboczną obudowę, zwane „Salonem Stereoskopowym”, z którym występował na jarmarkach. Przy tworzeniu swojego urządzeniu korzystał z pomocy francuskiego fotografa i optyka Claude-Marie Ferriera.
W latach 80. XIX wieku berliński przedsiębiorca August Fuhrmann (1844–1924) udoskonalił wynalazek Polaneckiego. W ten sposób powstały pierwsze fotoplastykony – w Niemczech nazwane szumnie „Kaiser-Panorama” (Panorama Cesarska) – pozwalające 25 osobom na równoczesne oglądanie przezroczy stereoskopowych. 25-boczny bęben wykonany z trójwarstwowej sklejki z okleiną orzechową miał 3,75 m średnicy. Zgodnie z gustem epoki ściany bębna wieńczyła bogata dekoracja rzeźbiarska. Do oświetlenia przezroczy stosowano palniki gazowe z koszulkami żarowymi, a widzowie mogli sami regulować jasność oświetlenia. Urządzenie poruszane było za pomocą mechanizmu zegara wieżowego z ciężarami, zapewniającymi 3-godzinną pracę. Każdej zmianie przezroczy towarzyszył dźwięk dzwonka. Dopiero później wkroczyła elektryczność.
W czasie apogeum popularności Kaiser-Panoramy istniało aż 250 filii w całej Europie, a nawet poza nią (urządzenie dotarło nawet do Turcji i Australii). Każda Cesarska Panorama stworzona przez Augusta Fuhrmanna posiadła oznaczenie świadczące o oryginalności urządzenia – przy stanowisku numer 1 widniała tabliczka informująca kto i gdzie skonstruował Cesarską Panoramę. Na odwrocie wynalazca składał swój podpis. Sukces urządzenia sprawił, że Fuhrmann znalazł swoich naśladowców, którzy kopiowali całe maszyny, w efekcie działające podobnie. Warto więc zwrócić uwagę, że każda Kaiser-Panorama była fotoplastikonem, ale nie każdy fotoplastikon był Kaiser-Panoramą.
Kaiser-Panorama cieszyła się ogromną popularnością, bowiem zwyczajnym ludziom dawała możliwość poznawania świata na odległość. Podkreślało to hasło, którym reklamowano urządzenie Fuhrmanna: „Z Cesarską Panoramą rozwiążesz problem poznawania świata!" Przedsiębiorstwo Fuhrmanna co tydzień dostarczało 250 fotoplastykonom zestawy 50 ręcznie kolorowanych przezroczy, co zachęcało widzów do regularnych odwiedzin. Fuhrmann organizował wyprawy fotografów do odległych krajów, dbał o aktualną, kronikarską dokumentację wydarzeń z pierwszych stron gazet. Zgromadził ponad 150 tysięcy przezroczy stereoskopowych. Przedsiębiorstwo Fuhrmana przetrwało – mimo pogarszającej się koniunktury – do 1923 roku.
Po upadku cesarstwa niemieckiego w 1918 roku Fuhrmann przemianował swoje Kaiser-Panorama na Welt-Panorama (Panorama Światowa). W 1928 roku działało jeszcze 180 takich urządzeń, ale 3 kwietnia 1939 zamknięto ostatnią panoramę w Berlinie. Do 1955 roku działała jeszcze panorama w Wiedniu, do lat siedemdziesiątych w bawarskim ośrodku pielgrzymkowym Altötting. Do naszych czasów przetrwało niewiele takich urządzeń.

## Fotoplastikony w Polsce
W Muzeum Kinematografii w Łodzi znajduje się fotoplastikon, który jest jedyną oryginalną, skonstruowaną przez Augusta Fuhrmanna Cesarską Panoramą (Kaiser-Panoramą) w Polsce i – według Towarzystwa Fuhrmannowskiego – jedną z sześciu zachowanych na świecie. Łódzka Kaiser-Panorama zbudowana została około 1900 roku, a do Łodzi przyjechała z Kielc. W 1976 roku została przekazana do Działu Kultury Filmowej Muzeum Miasta Łodzi, a w 1986 roku do Muzeum Kinematografii. Łódzki fotoplastikon zagrał w filmie Vabank w reżyserii Juliusza Machulskiego.
W Warszawie w kamienicy Hoserów można obejrzeć działające, 24-miejscowe urządzenie; nie jest on jednak Kaiser-Panoramą. Od grudnia 2012 roku jest prezentowany jako główny eksponat w utworzonym w kamienicy Hoserów oddziale Muzeum Powstania Warszawskiego. W sali obok umieszczono drugi, przenośny fotoplastykon. 
W Poznaniu pierwszy fotoplastykon działał od 1923 roku. Do 2005 roku działał fotoplastykon fotografika Antoniego Ruta, w 2014 roku odkupiony, przeniesiony i uruchomiony ponownie na Starym Rynku. Obecnie znajduje się on w Centrum Informacji Kulturalnej na ul. Ratajczaka 44.